# متحف ليوناردو دا فينشي الوطني للعلوم والتكنولوجيا
يقع متحف ليوناردو دا فينشي الوطني للعلوم والتكنولوجيا في ميلانو، وهو مخصص للرسام والعالم ليوناردو دافنشي ، هو أكبر متحف للعلوم والتكنولوجيا في إيطاليا. افتتح في 5 فبراير 1953 حيث افتتحه رئيس الوزراء الإيطالي ألتشيدي دي غاسبيري. 
ينقسم المتحف المقام في دير سان فيتوري آل كوربو القديم في ميلانو إلى سبعة أقسام رئيسية: 
- المواد
- النقل
- الطاقة (بما في ذلك محطة ريجينا مارغريبا للطاقة الحرارية )
- الاتصال
- ليوناردو دافنشي، الفن والعلوم
- آفاق جديدة
- العلم للشباب

يحتوي كل قسم من هذه الأقسام على مختبرات خاصة للأطفال والطلاب الصغار. يتكون قسم النقل من أربعة أجزاء مختلفة: النقل الجوي والسكك الحديدية والنقل المائي والغواصة Enrico Toti-S-506. 

## قسم المواد
يعالج قسم المواد دورة حياة المنتجات الحديثة من المواد الخام إلى إعادة التدوير. ثمة أقسام محددة مخصصة للمواد البوليمرية والاصطناعية والتصنيع الكيميائي الأساسي. يوجد أيضًا قسم للمعادن يوضح تقنيات استخراج المعادن ومعالجتها ويعرض أول فرن قوس كهربائي لصهر الفولاذ الذي اخترعه إرنستو ستاسانو في عام 1898.

## قسم النقل

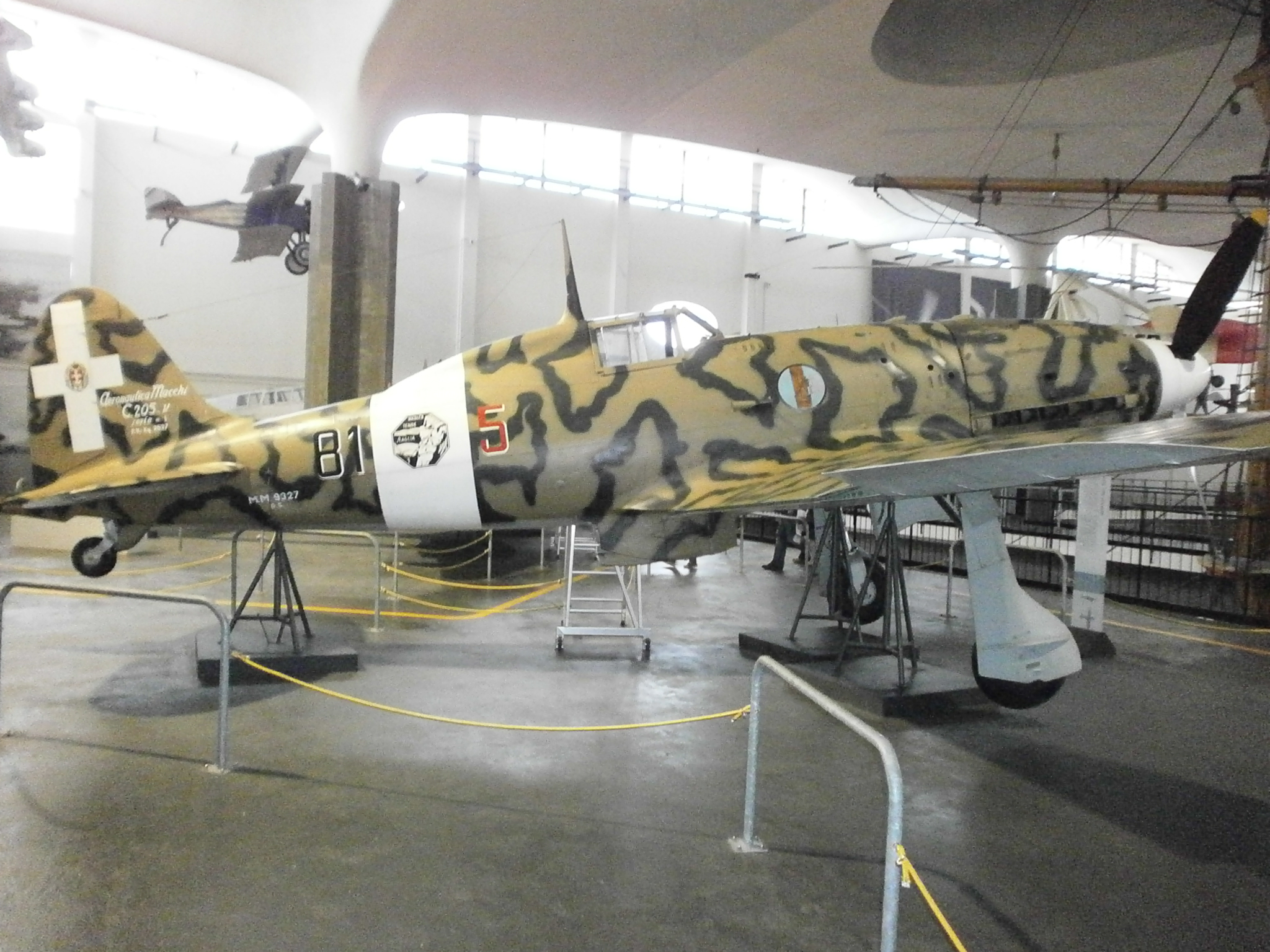
ماكي إم سي 205 في

ينقسم قسم النقل إلى أربعة أقسام مختلفة:
- يعرضقسم النقل الجوي العديد من الطائرات بما في ذلك نسخة طبق الأصل من طائرة فارمان 1909 وطائرة Macchi MC 205 V الأصلية التي استخدمتها شركة ريجيا ايرونوتيكا خلال الحرب العالمية الثانية. هناك أيضًا العديد من الطائرات العسكرية الحديثة مثل Fiat G.91 الإيطالية وطائرة F-86K الأمريكية الشمالية و Republic F-84F Thunderstreak .
- يقع قسم النقل بالسكك الحديدية في أحد أجنحة معرض إكسبو 1906 حيث أعيد بناء واجهة محطة سكة حديد تعود إلى أواخر القرن التاسع عشر. تعرض المجموعة مركبات من القرنين التاسع عشر والعشرين مع التركيز بشكل خاص على وسائل النقل العام التاريخية في لومبارديا.
- يعرض قسم النقل المائي جسر الخطوط الملاحية المنتظمة كونتي بيانكامانو، وسفينة التدريب<i id="mwRg">إيبي</i> التي أطلقت عام 1921. كما تعرض الطوربيد البشري (أو Maiale ) وقاذفة متفجرة (1940) التي استخدمتهما البحرية الملكية الإيطالية في الحرب العالمية الثانية.
- القسم الأخير مخصص للغواصة من فئة إنريكو توتي، التي بناها بناة السفن الإيطالية بعد الحرب العالمية الثانية للبحرية الإيطالية وأطلقت في عام 1967.

## قسم الطاقة
قسم الطاقة مخصص لمصادر الطاقة والأجهزة ذات العلاقة. يوجد في هذا الجزء من المتحف محطة مارغريتا الحرارية لتوليد الكهرباء (1895) وقسم للصناعات القائمة على النفط/البتروكيماويات.

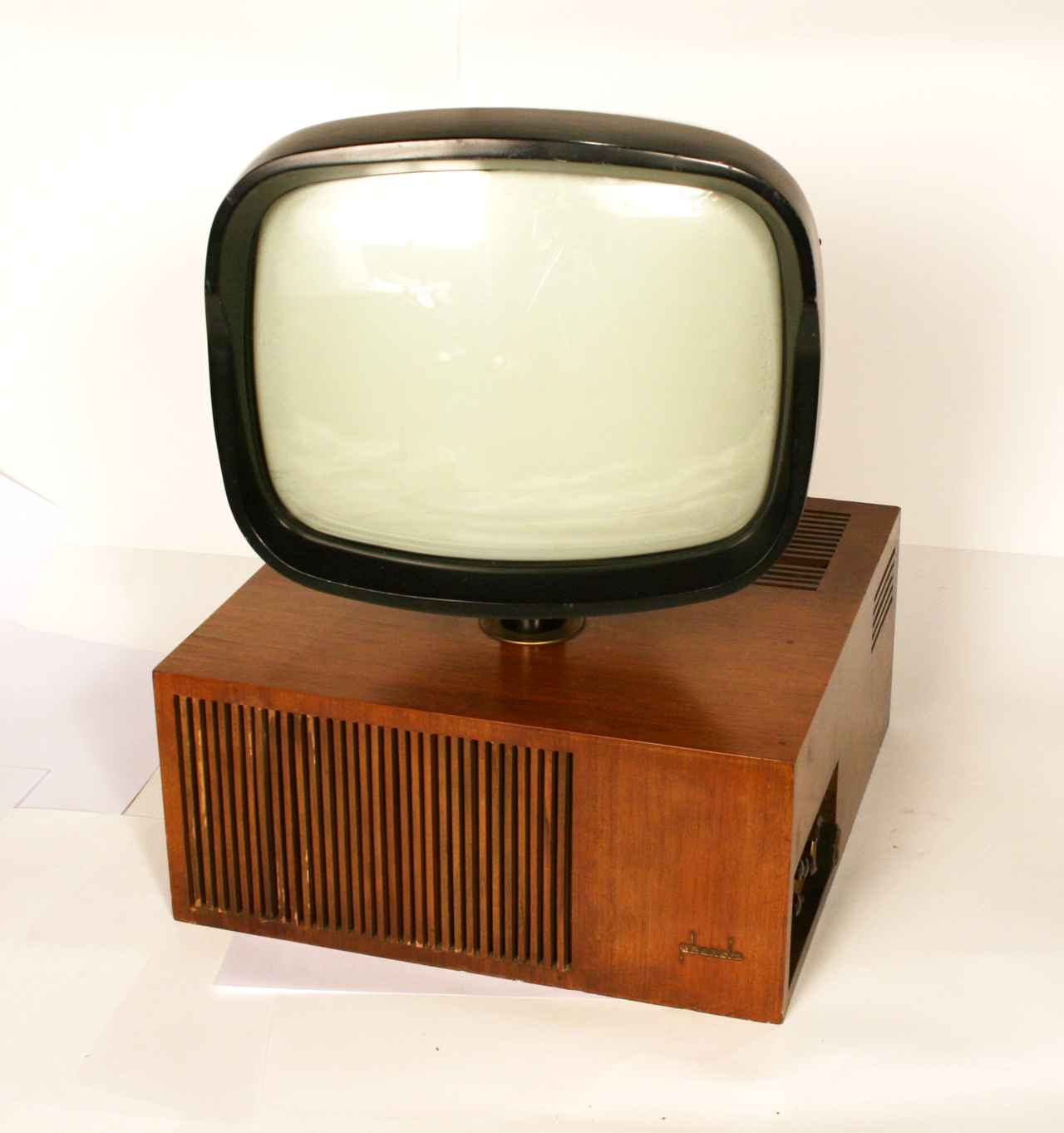
تلفاز فونولا موديل 1718

## قسم الاتصالات
ينقسم قسم الاتصالات إلى ثلاثة مجالات:
- يعرض قسم علم الفلك العديد من الأدوات الفلكية والطبوغرافية العتيقة، بما في ذلك كُرتان سماوية وأرضية من القرن السابع عشر، وتلسكوب سالموراغي الانكساري، وبندول فوكو.
- قسم الاتصالات مخصص لجميع أشكال اتصالات العصر الحديث من التلغراف إلى الاتصالات الهاتفية واللاسلكية، ومن الراديو إلى التلفزيون، مع شمولية عالمية للتاريخ التقني للتلفزيون الإيطالي.
- يعرض قسم الصوت التقنيات الرئيسية لتسجيل وإعادة إنتاج الصوت من القرن التاسع عشر إلى العصر الحديث.

## ليوناردو دافنشي، قسم الفنون والعلوم

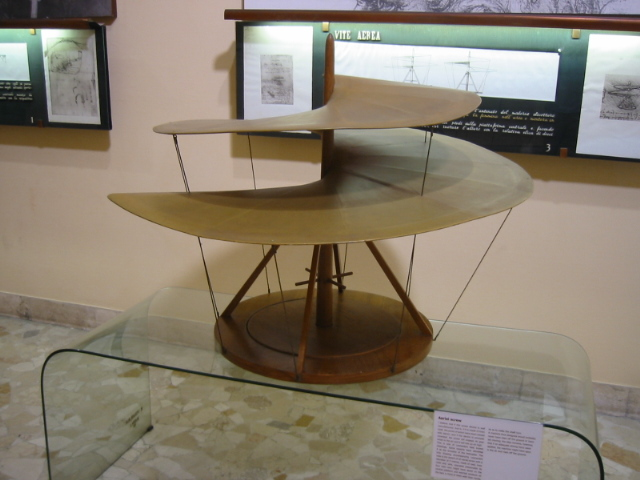
آلة طيران اخترعها ليوناردو دافنشي

تنقسم منطقةليوناردو دافنشي والفنون والعلوم إلى أربعة أجزاء:
- مجموعة المجوهرات وتشمل الأشياء الثمينة من الأحجار والأحجار الكريمة إلى المعادن، بما في ذلك مشغولات الذهب والعاج.
- يعرض قسم ليوناردو دافنشي العديد من نماذج الآلات التي اخترعها ليوناردو والتي استنسخت من رسومات دافنشي،[6] بما في ذلك المنشار الهيدروليكي وآلة الغزل وآلة الطيران وخزان ليوناردو. نماذج هذه المجموعة هي ثمرة إعادة مجموعة من الخبراء تفسير رسومات مخترعات دافنشي حيث ترجموا رسوماته وأكملوها.
- تُظهر مجموعة علم البنكامات تطور صناعة الساعات وتُظهر العديد من ساعات البندول والساعات القديمة والساعات الشخصية وآليات أبراج الساعات.
- يعرض قسم الآلات الموسيقية أدوات من القرن السابع عشر إلى القرن العشرين. هناك ورشة عمل أعيد بناؤها تحاكي عمل صانع العود من القرن السابع عشر.

## الصور

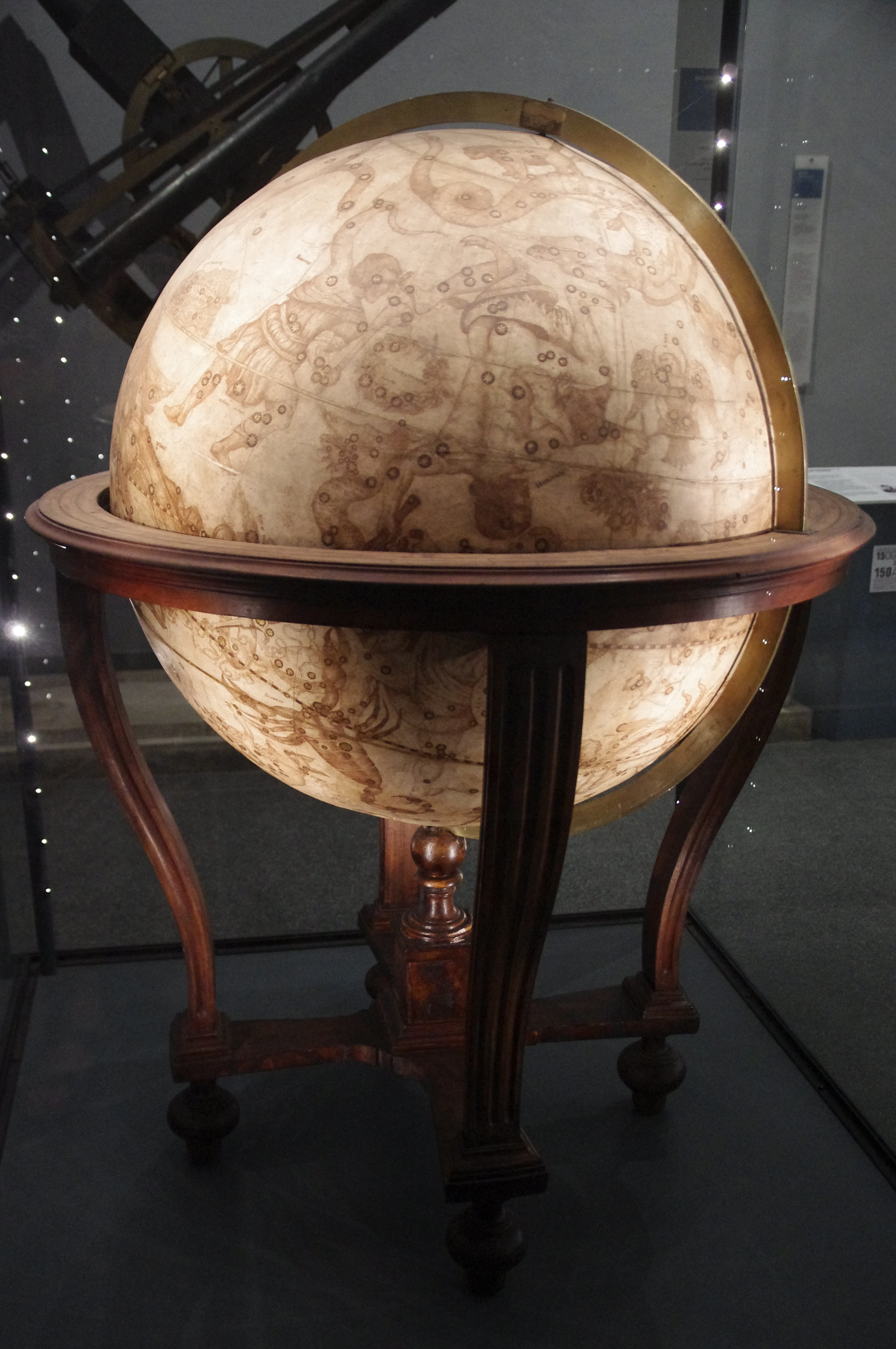
مجسم كرة سماوية.
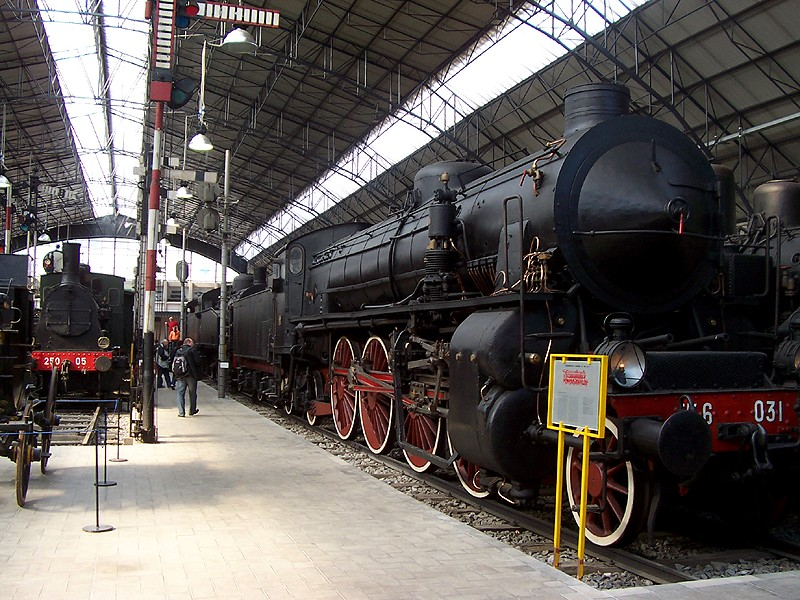
بعض القطارات المعروضة في المتحف.
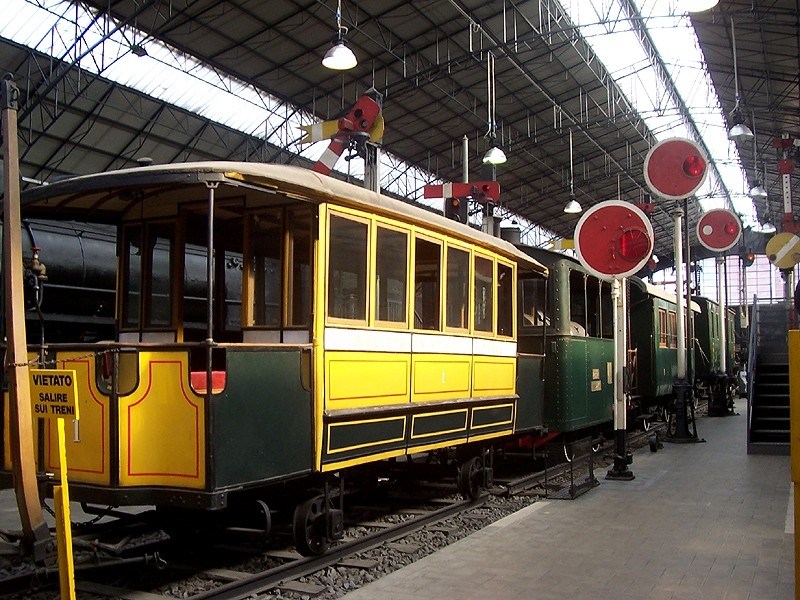
قسم السكك الحديدية في المتحف.
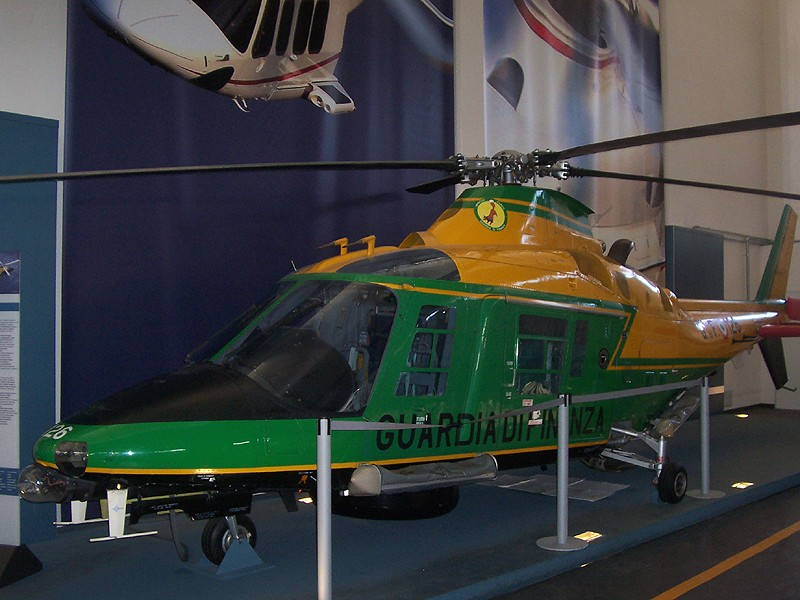
هليوكبتر إنقاذ إيطالية.
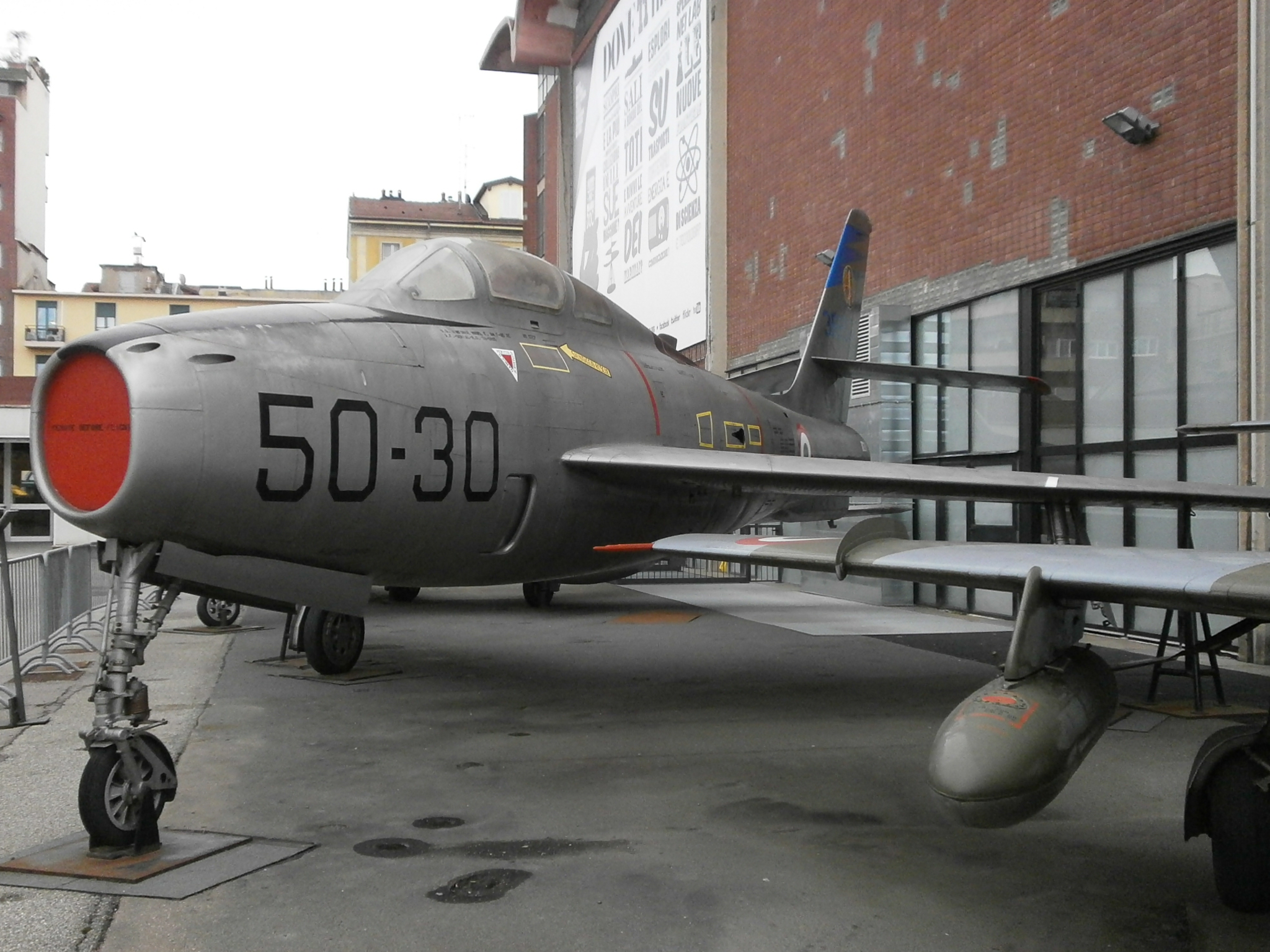
طائرة ريبابليك ثاندرستيك إف-84.
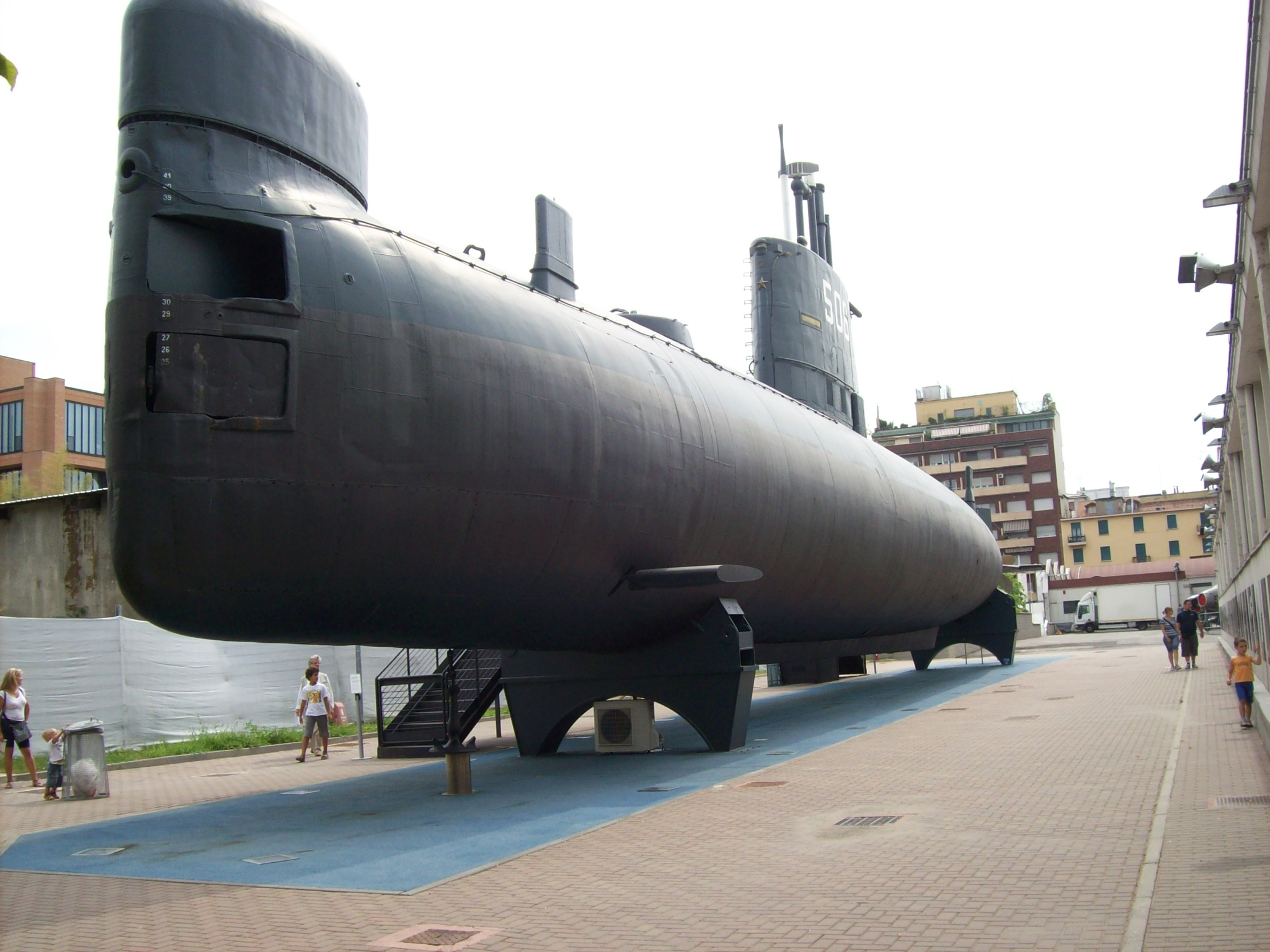
غواصة إنريكو توتي إس-506
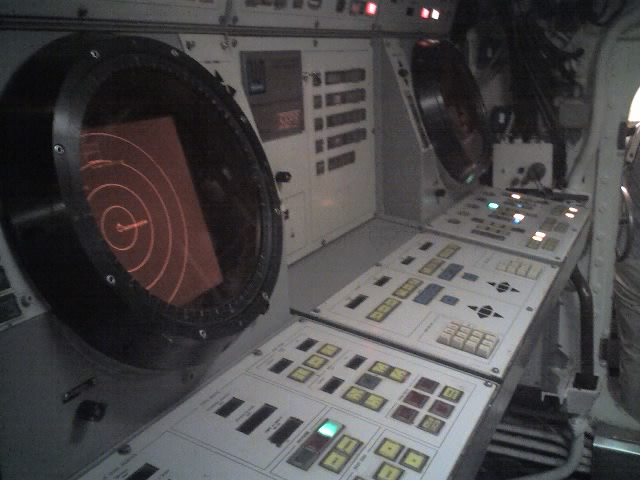
غرفة التحكم في غواصة إنريكو توتي إس-506.
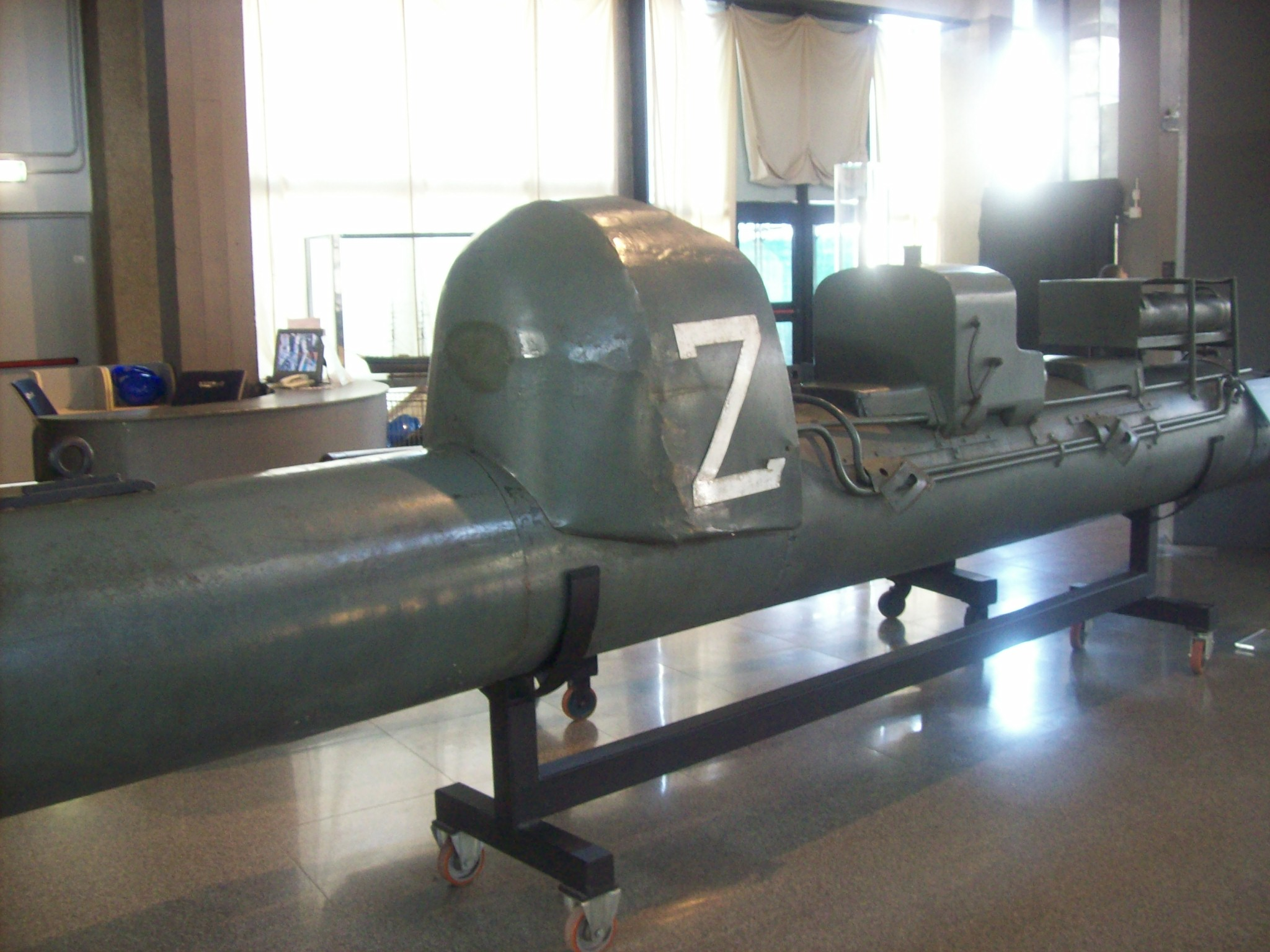
طوربيد بشري إيطالي.
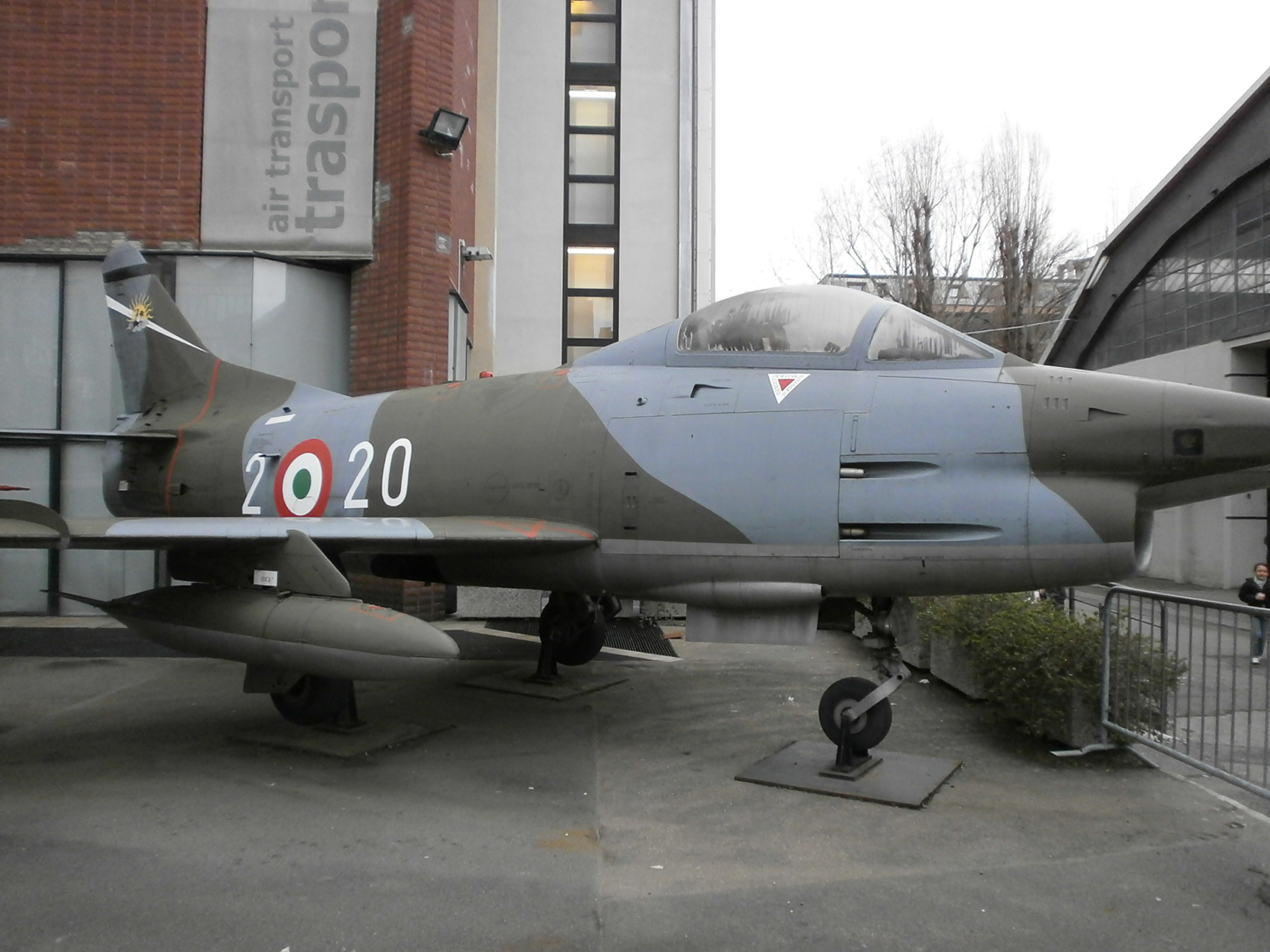
طائرة فيات ج.91 المقاتلة.
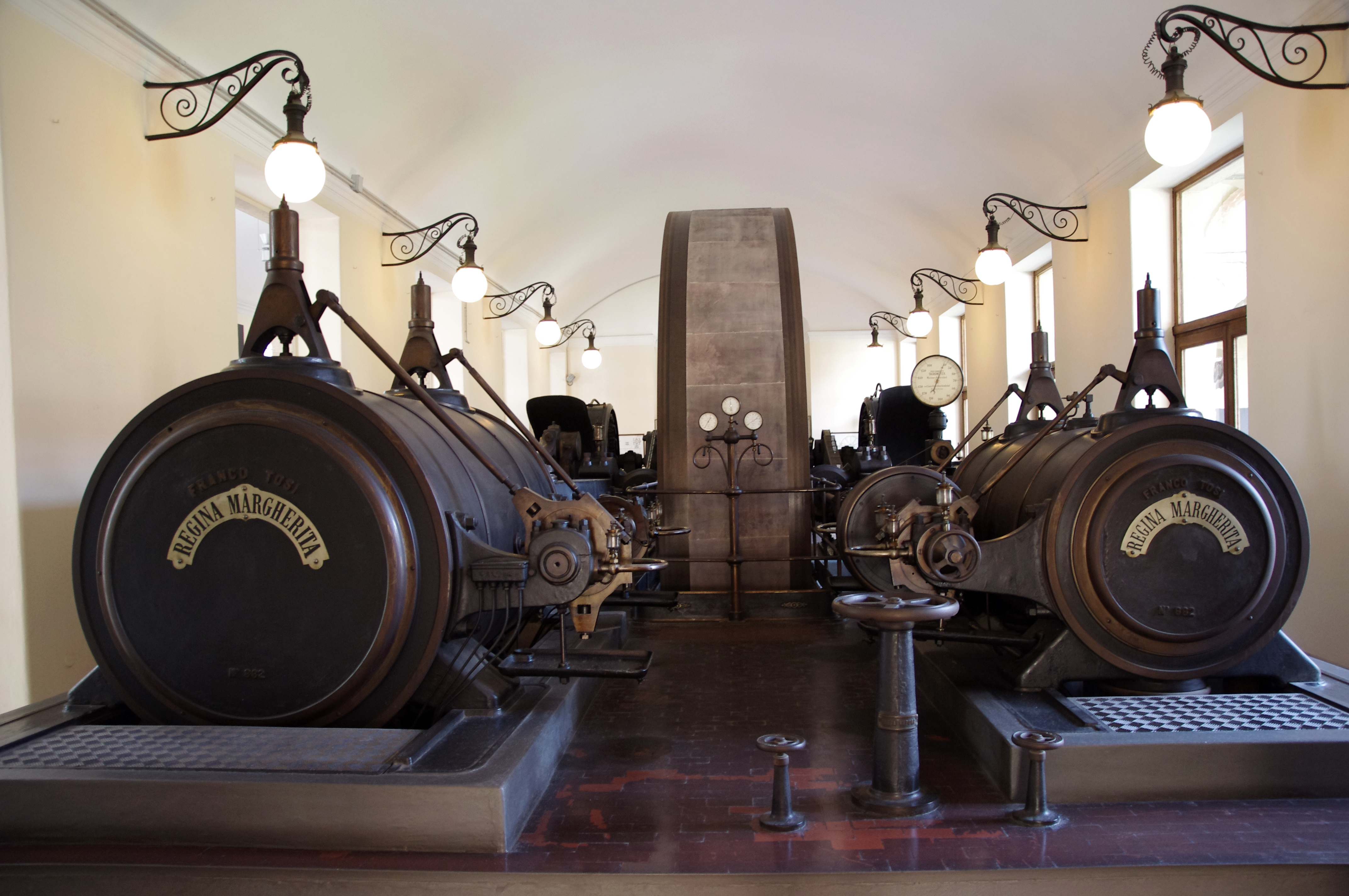
محطة الطاقة ريجينا مارغريتا]].
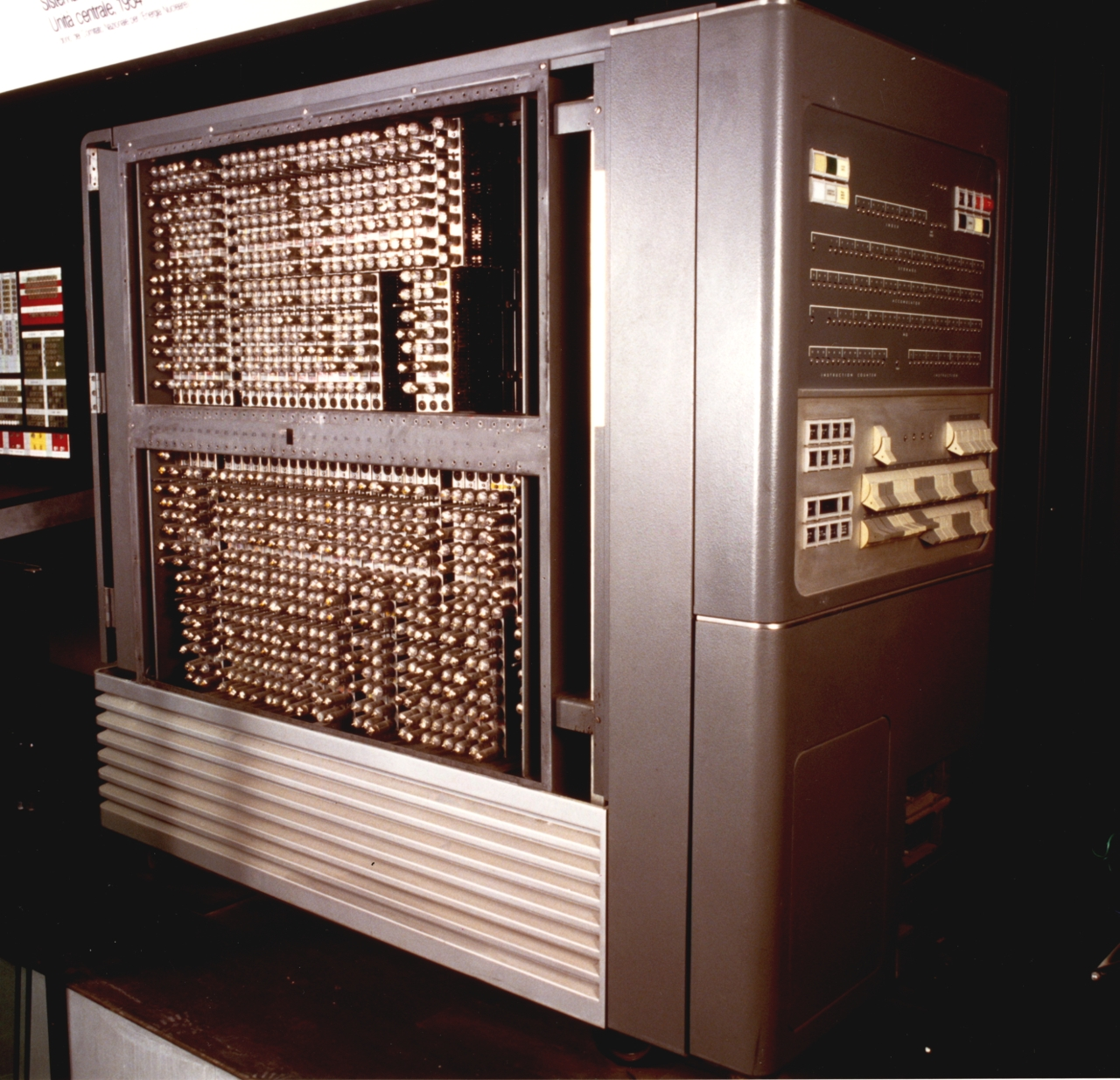
آي بي إم 704

## أنظر أيضاً
- قائمة المتاحف في ميلانو
- قائمة متاحف العلوم في العالم

## روابط خارجية
- الموقع الرسمي
- Virtual tour of the Museo Nazionale Scienza e Tecnologia provided by Google Arts & Culture